# Ullrich Heilemann
Ullrich Heilemann (* 26. Oktober 1944 in Leipzig) ist ein deutscher Wirtschaftswissenschaftler.
Heilemann war von 1974 bis 2004 Vizepräsident des Rheinisch-Westfälischen Instituts für Wirtschaftsforschung (RWI) in Essen, und von 1995 bis 2004 Professor im Fachgebiet
Statistik und Ökonometrie an der Universität Duisburg. Von 2004 bis zu seiner Emeritierung im Jahr 2010 war er Professor für empirische Wirtschaftsforschung und Direktor des Instituts für Empirische Wirtschaftsforschung Leipzig. Ullrich Heilemann ist Mitglied im Wissenschaftlichen Beirat der wirtschaftspolitischen Zeitschrift Wirtschaftsdienst.
Er veröffentlichte zahlreiche und viel rezipierte Sachbücher.